# Uridina

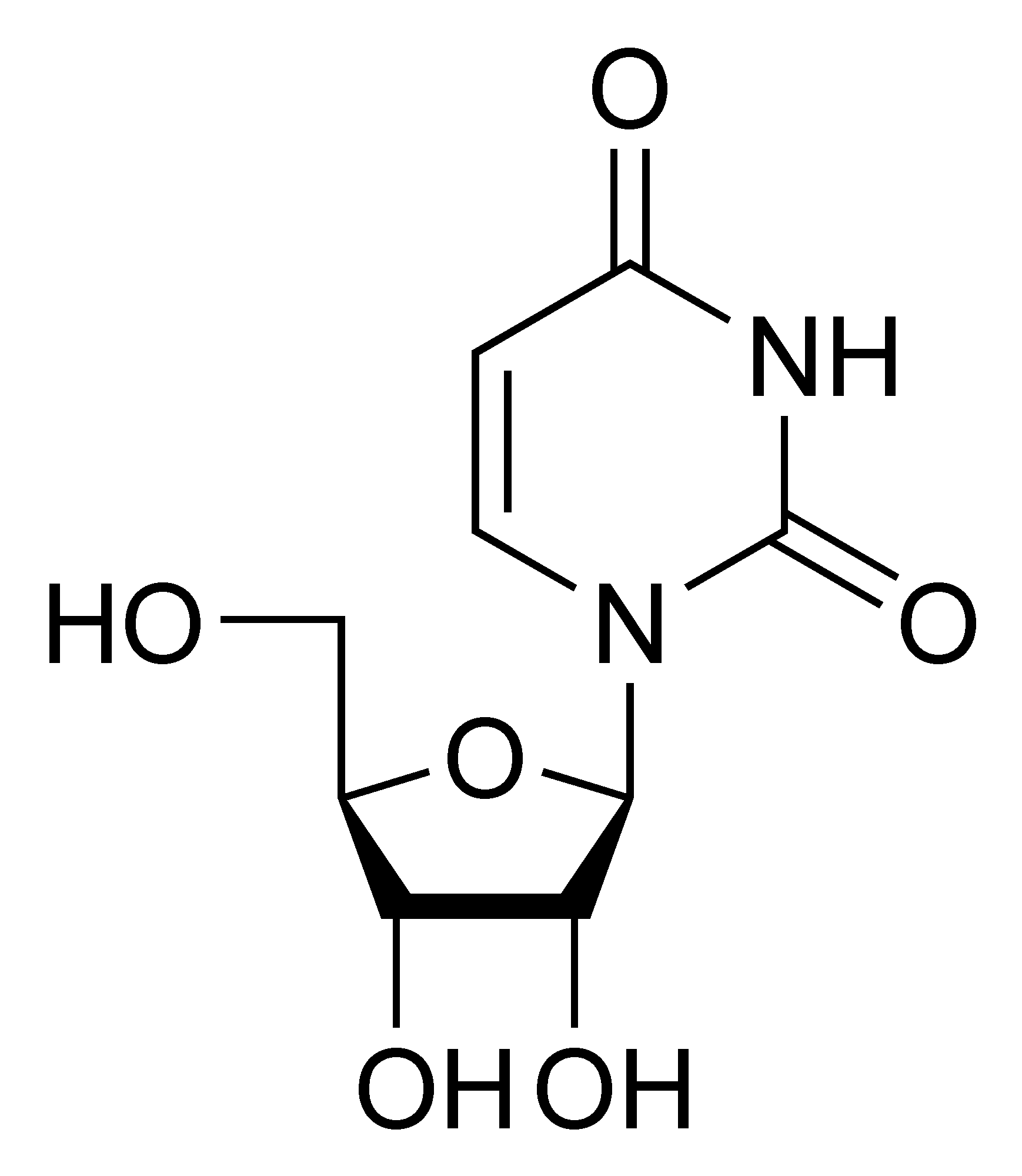
Estructura química de la uridina.

La uridina es una molécula (conocida como nucleósido) formada cuando la base nitrogenada uracilo es enlazada a un anillo de ribosa (también conocida como ribofuranosa) mediante un enlace glucosídico β-N1.Si el uracilo es enlazado a un anillo de desoxirribosa, el compuesto resultante se denomina desoxiuridina.
La proteína que repara uracilos en el RNA es la uracil-glicosilasa
Es uno de los cinco nucleósidos estándar que constituyen los ácidos nucleicos, siendo los otros la adenosina, la timidina, la citidina y la guanosina. Los cinco nucleósidos suelen abreviarse con sus códigos de una letra U, A, T, C y G, respectivamente. Sin embargo, la timidina se escribe más comúnmente como 'dT' ('d' representa 'deoxy') ya que contiene una fracción de 2'-deoxirribofuranosa en lugar del anillo de ribofuranosa que se encuentra en la uridina. Esto se debe a que la timidina se encuentra en el ácido desoxirribonucleico (ADN) y no en el ácido ribonucleico (ARN). Por el contrario, la uridina se encuentra en el ARN y no en el ADN. Los tres nucleósidos restantes pueden encontrarse tanto en el ARN como en el ADN. En el ARN se representarían como A, C y G, mientras que en el ADN se representarían como dA, dC y dG
- Datos: Q422573
- Multimedia: Uridine / Q422573